# Calle Dorset

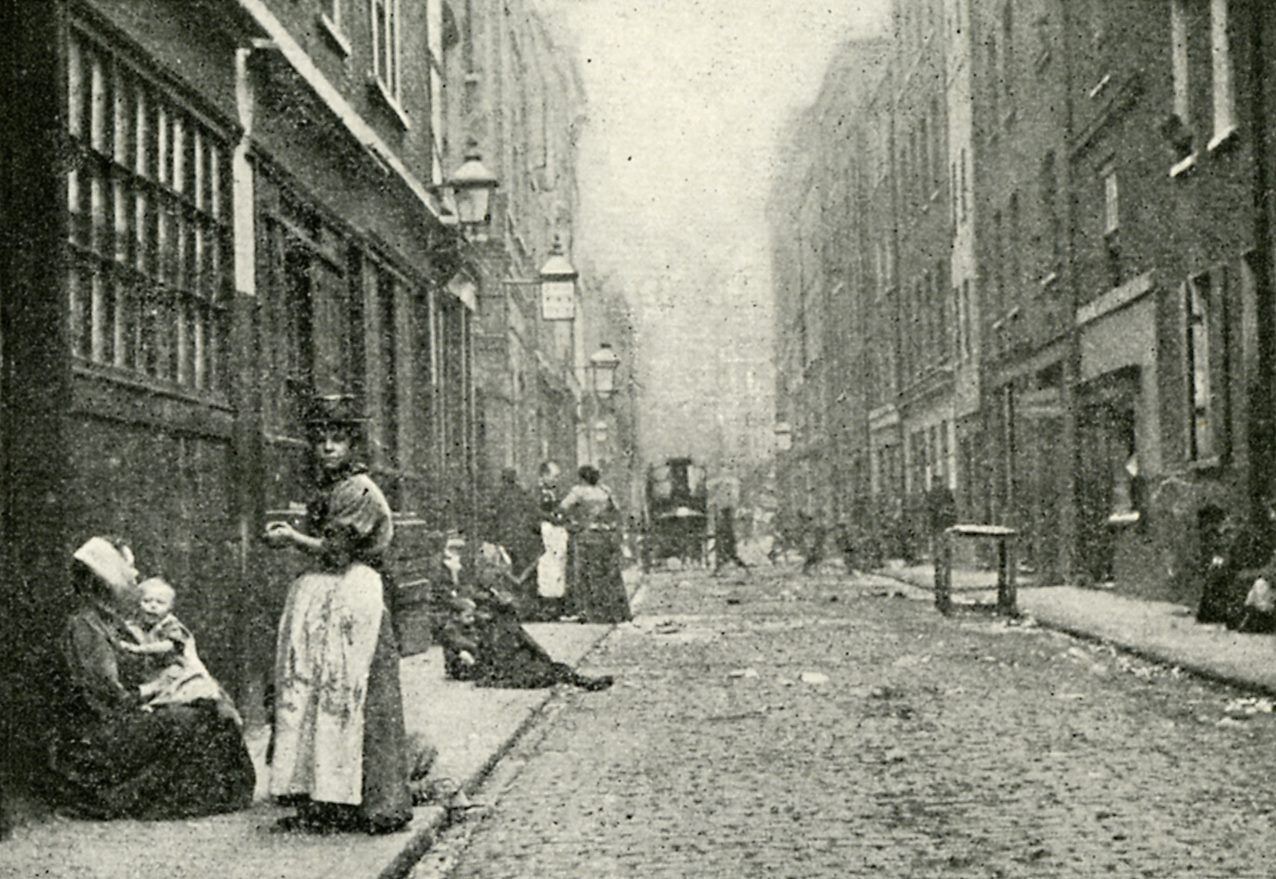
La calle en 1902, fotografía del libro La gente del abismo.

La calle Dorset era una pequeña vía localizada en la zona inglesa de Spitalfields (área del East End), que existió hasta los años 1960 y fue el corazón del barrio bajo de Whitechapel.
Su reputación era «la peor calle de Londres» y hoy es tristemente famosa por haber sido el escenario del brutal asesinato de Mary Jane Kelly a manos de Jack el Destripador; y muy posiblemente el domicilio del asesino serial; en noviembre de 1888.

## Historia

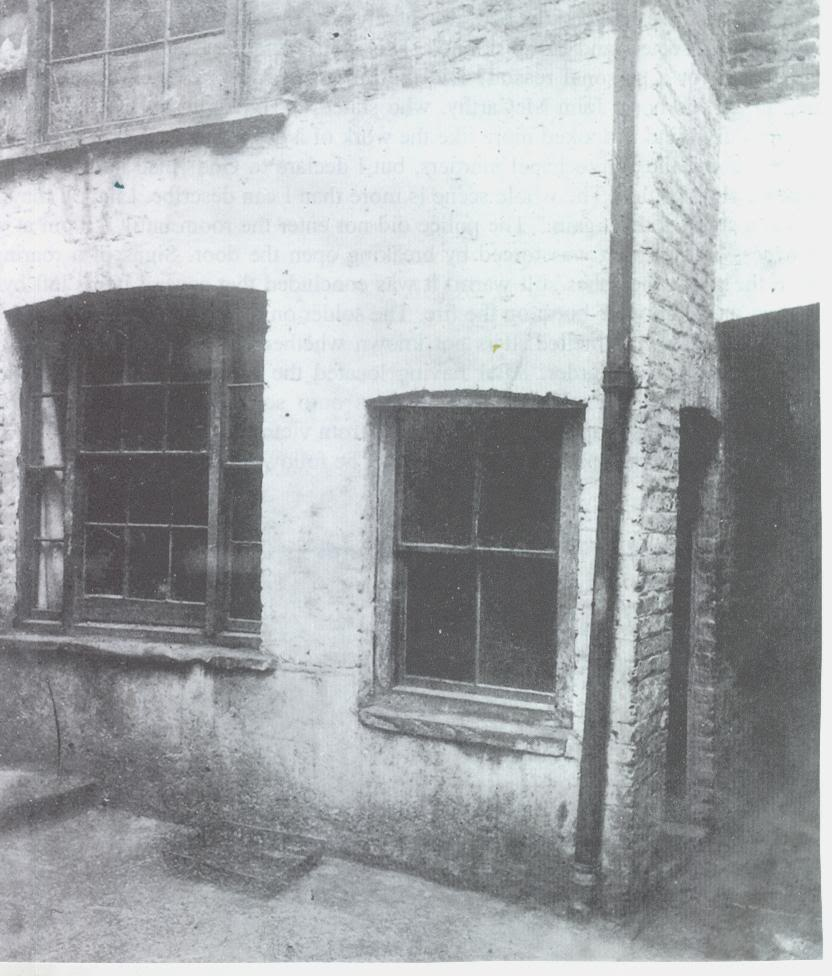
Cabaña 13 del albergue Miller's Court, allí sucedió el crimen de Kelly.

Fue construida en 1674, era una calle estrecha y corta (7 m de ancho y 120 m de largo), que corría paralela a la calle Brushfield al norte y White's Row al sur, y conectaba la calle Crispin al oeste con la calle Commercial al este. Además, un callejón llamado Little Paternoster Row la conectaba con la calle Brushfield.
Al este, sobre la calle Commercial, se ubicaba el Antiguo mercado de Spitalfields y aún hoy existe.

### sigloXIX
En la época victoriana la calle estaba ocupada completamente por flophouses, pubs y burdeles, se estimó que en una noche cualquiera había no menos de 1.200 personas durmiendo en los abarrotados albergues. Por ejemplo, al norte existía el Miller's Court, unas cabañas en los jardines traseros de los números 26 y 27; a las que se ingresaba por un pasaje entre las propiedades delanteras, alcanzaba el jardín común y allí un muro de madera separaba los terrenos. Se decía que las prostitutas más bajas, por el fuerte alcoholismo y precariedad, trabajaban en esta calle.

#### Años 1880
Para los años 1880 la mayoría de las flophouses eran propiedad de los mafiosos William Crossingham y Jack McCarthy; involucrados en proxenetismo, comercio de bienes robados y la organización de peleas ilegales. Solo dos negocios legítimos figuraban en el directorio de la Oficina de Correos: una tienda de comestibles en el número 7 y el pub Blue Coat Boy en el número 32, pero también en la esquina con la calle Commercial estaba la taberna The Britannia.

#### Años 1890
La calle Dorset siguió siendo un barrio marginal notorio tras el asesinato de Mary Jane Kelly. En 1898 George Duckworth, investigando la pobreza en Londres en nombre de Charles Booth, describió la calle Dorset como «la peor que he visto, ladrones, prostitutas, matones, todas casas de huéspedes comunes».

### sigloXX

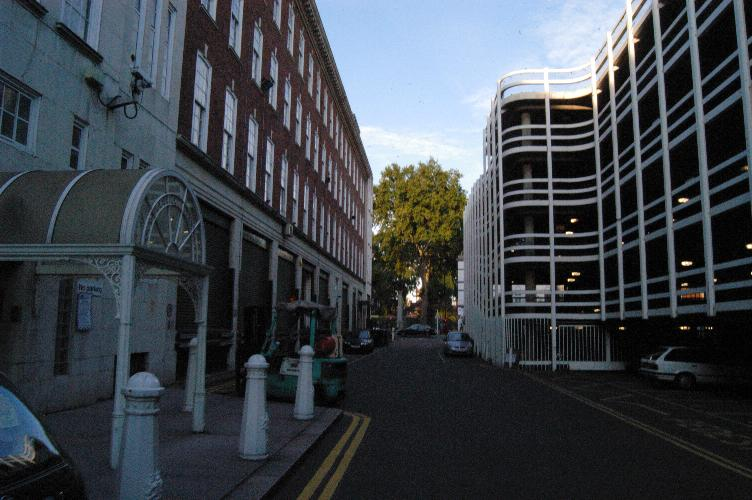
Estacionamientos del lado sur en 2006, sobre la calle Crispin.

En 1901 Mary Ann Austin fue asesinada con diez heridas en el abdomen, en el albergue Crossingham's Lodging House del número 35. Ese mismo año, el periodista canadiense Frederick McKenzie publicó «La peor calle de Londres» en el Daily Mail y escribió:

Recientemente ha surgido en una notoriedad no deseada. Aquí tenemos un lugar que se jacta de un intento de asesinato en promedio una vez al mes, de un asesinato en cada casa, y una casa al menos, un asesinato en cada habitación. Los policías lo bajan como regla en parejas. El hambre camina merodeando por sus callejones, y los criminales de mañana se crían allí hoy en día... Las casas de hospedaje de Dorset Street y del distrito circundante son los principales centros de la cambiante población criminal de Londres. Por supuesto, los aristócratas del crimen: el falsificador, el falsificador y similares no vienen aquí. En Dorset Street encontramos más en gran medida al ladrón común, al carterista, a la zona de la zona, al hombre que roba con violencia y al asesino no condenado. La policía tiene una teoría, al parecer, de que es mejor dejar que estas personas se congreguen juntas en una masa donde puedan ser fácilmente encontradas que dispersarlas en el extranjero y la calle Dorset ciertamente sirve al propósito de una trampa policial.

En 1904 pasó a llamarse «calle Duval», en un intento del gobierno para desviar la atención popular de la peligrosa vía.
En 1909 hubo un homicidio en la cabaña 20 de Miller's Court, una joven llamada Kitty Ronan fue encontrada con la garganta cortada y nunca se identificó al asesino.
El último asesinato fue el del exboxeador Selwyn Cooney, en febrero de 1960. Recibió un disparo en la cabeza cuando se encontraba en un enfrentamiento entre bandas.

## Demolición

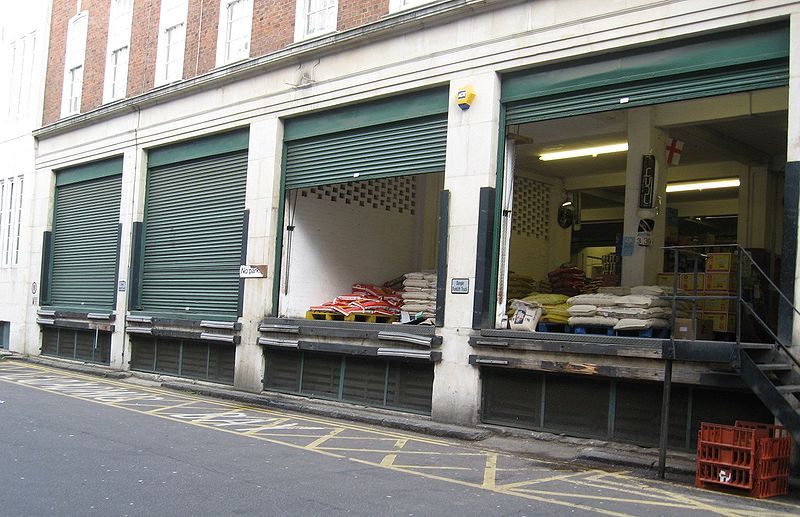
Almacenes del lado norte en 2008, sobre la calle Commercial.

En 1920 la City of London Corporation adquirió el Antiguo mercado de Spitalfields y comenzó una importante reconstrucción, que incluyó la demolición de todo el lado norte de la calle Duval, incluido Miller's Court. El nuevo mercado de frutas abrió en 1928.
Otro nuevo desarrollo del mercado en los años 1960, resultó en que la calle Duval se perdiera. Los edificios del lado sur se remodelaron como estacionamientos de varios pisos para los camiones del mercado y en el lado norte se construyeron oficinas y almacenes para pequeñas empresas.
En las memorias de Ralph Finn de 1963, de una niñez judía en el East End de Londres, se da una vívida descripción del crimen y el vicio en la calle Dorset:

Era una calle de putas. Siempre siento, una sutil diferencia entre una puta y una prostituta. Al menos nosotros solíamos pensar que sí. Las prostitutas eran más jóvenes y atractivos, las putas eran bolsas viejas libertinas. Estaba repleto de personajes desagradables: desesperados, malvados, lascivos, matones que cortaban navajas. Ningún judío vivía allí, solo unos pocos Choots audaces tuvieron la temeridad de caminar ahí. Había pubs y casas lascivas cada pocos metros, estaba poblado por rugientes borrachos y locos asesinos.

## Jack el Destripador

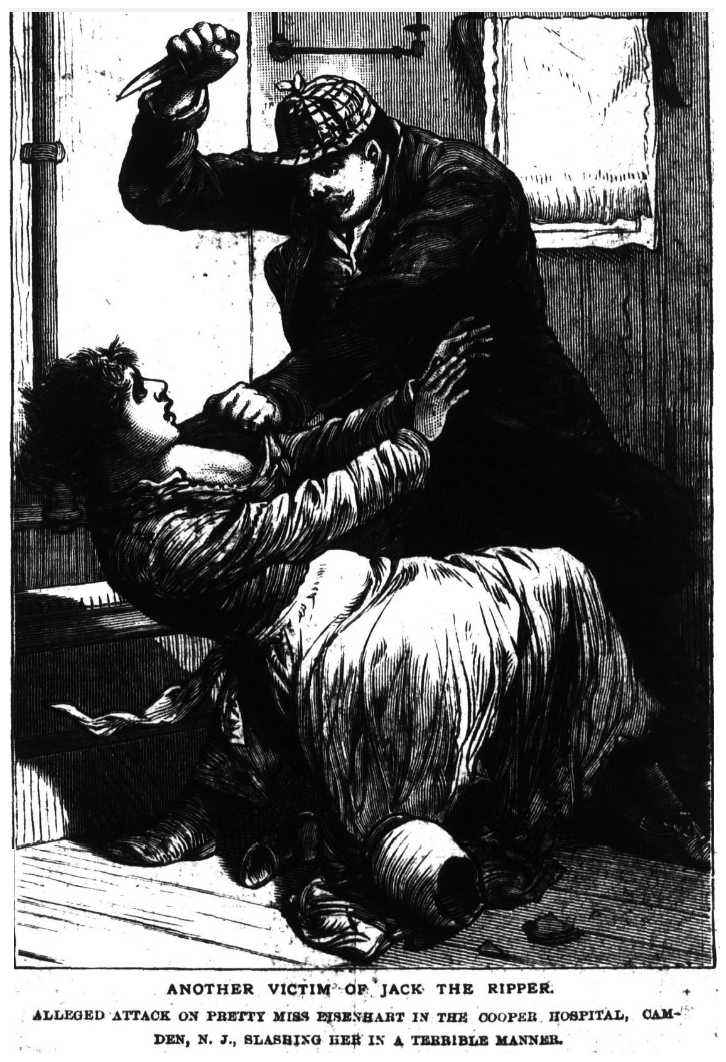
Homicidio de Kelly.

El carnicero ruso Nathan Kaminsky, conocido por su alias David Cohen, vivió en esta calle hasta su encierro en el Asilo Lunático de Colney Hatch. Hoy, en la teoría del obrero judío, es señalado como el sospechoso con más posibilidades de ser el asesino.
En la cabaña 13 del Miller's Court, terreno del número 26, vivía Mary Jane Kelly y allí fue asesinada. Lo siguiente es un fragmento del informe de Thomas Bond, médico que realizó la autopsia:

El cuerpo yacía desnudo en medio de la cama, los hombros planos pero el eje del cuerpo inclinado hacia el lado izquierdo de la cama. La cabeza se apoyaba en la mejilla izquierda. El brazo izquierdo estaba cercano al cuerpo con el antebrazo flexionado en ángulo recto y yaciendo sobre el abdomen. El brazo derecho estaba algo separado del cuerpo y yacía sobre el colchón. El codo estaba doblado, el antebrazo en posición supina y los dedos cerrados. Las piernas estaban muy separadas, el muslo izquierdo en ángulo recto con el tronco y el derecho formando un ángulo obtuso con el pubis. Toda la superficie del abdomen y los muslos había sido extraída, y la cavidad abdominal vaciada de sus vísceras. Los pechos fueron cortados, los brazos mutilados por varios cortes irregulares y la cara hecha trizas, más allá de la posibilidad de reconocer los rasgos. Los tejidos del cuello fueron cortados hasta el hueso.
Las vísceras fueron encontradas en varias partes, a saber: el útero y un pecho bajo la cabeza, el otro pecho bajo el pie derecho, el hígado entres los pies, los intestinos junto al pie derecho y el bazo al lado izquierdo. Los trozos de abdomen y muslo extraídos estaban sobre la mesa. La sábana, en la esquina derecha, estaba empapada de sangre, y en el suelo había un charco de sangre de dos pies cuadrados. La pared del lado derecho de la cama, al nivel del cuello, estaba manchada de sangre que había fluido en diversas salpicaduras. La cara fue cortada en todas direcciones, la nariz, mejillas, cejas, y orejas siendo parcialmente extraídas.

## Actualidad
En 2008 Fiona Rule publicó su libro «La peor calle de Londres», sobre la historia de la vía.
En los años 2010 se remodeló por última vez el mercado y vio una pequeña reconstrucción de la calle, que no tiene nombre para intentar desmotivar el morbo. Como parte de la remodelación, se llevaron a cabo excavaciones arqueológicas en 2015 y 2016.

### Arqueología
Las recientes excavaciones revelaron los restos truncados de los números 7–12 y 15 de la calle Dorset (todos en el lado sur de la calle), varios pozos ciegos y sumideros revestidos de ladrillo, y conjuntos significativos de cerámica, vidrio, metal y otros. Fragmentos que datan de finales del siglo XVII y hasta mediados del siglo XIX. Los hallazgos incluyeron, en uno de los pozos negros, un grupo de hasta 29 figurillas decorativas de cerámica, asociadas tentativamente con la tienda minorista de cerámica y vidrio de Thomas Wedgwood (1800–1864; sobrino de Josiah Wedgwood), que tenía su sede en el número 40 de 1826 a 1850. También se encontraron 21 entierros humanos del cementerio extramuros del norte de Londinium.

## En la cultura popular
La historia de la calle Dorset se menciona en el capítulo 2 de la novela gráfica From Hell, publicada de 1989 a 1998 por Eddie Campbell y Alan Moore.
En la película Desde el infierno, estrenada en 2001, el inspector Frederick Abberline visita a Kelly en su domicilio de la calle Dorset.
El videojuego Sherlock Holmes contra Jack el Destripador, lanzado en 2009, permite caminar por la calle Dorset.
En la película de 2016 Jack el Destripador, la protagonista Anna Kosminski (interpretada por Sonja Gerhardt) es asaltada en la calle Dorset.